# Federico Mompou
Federico Mompou, all'anagrafe Frederic Mompou i Dencausse (Barcellona, 16 aprile 1893 – Barcellona, 30 giugno 1987), è stato un compositore e pianista spagnolo.

## Biografia

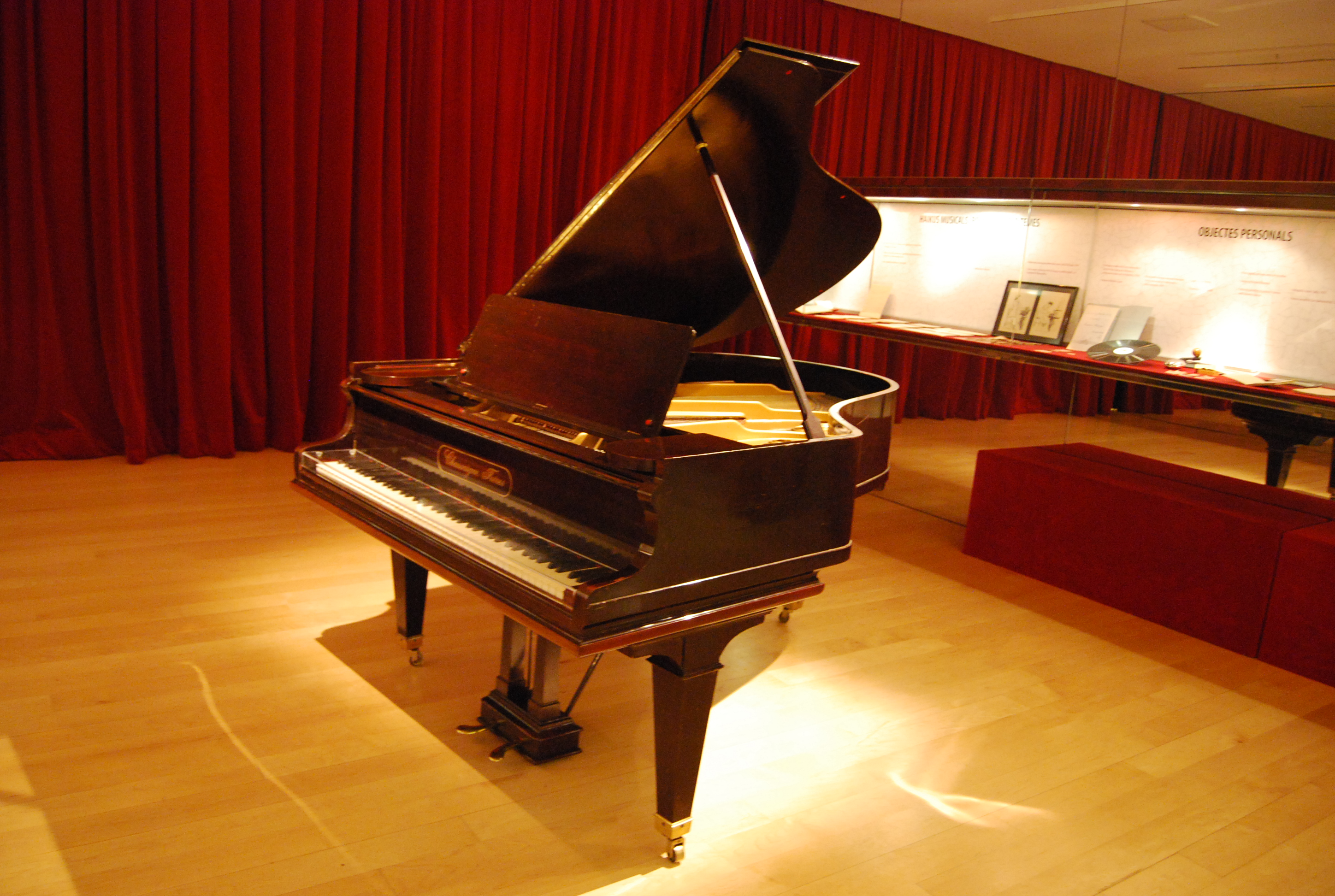
Piano di Mompou nel Museu de la Música de Barcelona

Nato da padre catalano e madre francese, si trasferì a Parigi per studiare pianoforte e composizione; tornato in Spagna nel 1941, si stabilì a Barcellona.
Fra le sue opere spiccano i suburbis, i préludes e le impressions íntimes. Fu un grande cultore della musica francese del Novecento, in particolare di Satie, di Debussy, e di Ravel, e anche lui esponente della musica impressionista. Di notevole pregio, inoltre la Suite Compostelana per chitarra, in sei movimenti.